# 백적백기
백적백기(白赤白旗, 벨라루스어: Бела-чырвона-белы сцяг 벨라-치르보나-벨리 스차흐, 러시아어: Бело-красно-белый флаг 벨로-크라스노-벨리 플라크[*], 영어: White-red-white flag)는 벨라루스의 역사적 기이다. 하얀색, 빨간색, 하얀색 가로 줄무늬로 구성되어 있다.
1918년에 벨라루스 인민공화국에서 처음 사용되었으며 벨라루스 민족주의의 상징으로 여겨졌다. 제2차 세계 대전 시기이던 1942년부터 1944년까지는 나치 독일에 점령된 벨라루스에서 비공식적으로 널리 사용되었다. 1991년에 소련이 해체되면서 독립한 벨라루스의 국기로 사용되었다가 1995년에 실시된 국민투표를 통해 교체되면서 폐지되었다.
오늘날 백적백기는 알렉산드르 루카셴코 대통령을 위시한 벨라루스의 권위주의 체제에 반대하는 진영에서 널리 사용되고 있다. 특히 2020년~2021년 벨라루스 시위를 비롯한 반정부 시위, 재외 벨라루스인 공동체에서는 벨라루스 정부에 반대하는 상징으로 여겨지고 있다. 반대로 벨라루스 정부에서는 백적백기가 제2차 세계 대전 시대에 일어난 벨라루스인들의 나치 정권 부역과 연관이 있다고 주장하기 때문에 사용이나 전시를 제한하고 있다.

## 색상
| 색상    | 하양        | 빨강         |
| ------- | ----------- | ------------ |
| CMYK    | 0–0–0–0     | 0–100–100–20 |
| RGB     | 255–255–255 | 204–0–0      |
| 웹 색상 | #FFFFFF     | #CC0000      |

## 역사

### 유래
빨간색과 하얀색은 오늘날 벨라루스를 지배했던 리투아니아 대공국과 폴란드-리투아니아 연방의 문장에서 전통적으로 사용된 색상이다. 백적백기는 빨간색 방패 안에 하얀색 기사가 그려진 파호냐 문장을 기반으로 한다.
백적백기의 기원에 대해서는 여러 가지 가설이 전한다. 이 가운데 하나는 벨라루스의 옛 이름인 백러시아에서 유래되었다고 한다. 또다른 기원에 따르면 1410년에 폴란드 왕국-리투아니아 대공국 연합군이 타넨베르크 전투에서 튜턴 기사단을 격파하던 도중에 중상을 입은 벨라루스인 용병들이 붉은 피가 묻은 하얀 붕대를 뜯은 다음에 올린 기에서 유래되었다고 한다. 이 이야기는 오스트리아의 국기, 라트비아의 국기의 기원에 대한 전통적인 설명과 유사한데 둘 다 빨강-하양-빨강 계열을 가진 기이다. 1514년에 일어난 오르샤 전투에서는 리투아니아 대공국의 벨라루스인 기병대가 하얀색 바탕에 성 게오르기우스를 상징하는 빨간색 십자가 그려진 삼각형 모양의 기를 사용했다.

### 전간기
백적백기는 1917년에 러시아 제국에서 일어난 2월 혁명 도중에 벨라루스 민족주의 진영에서 처음 사용되었는데 상트페테르부르크 국립 광업 대학교를 졸업한 벨라루스의 건축가, 공학자인 클라우지 두주두셰우스키가 1917년 이전에 디자인했다고 전해진다. 1918년부터 1919년까지 존재했던 벨라루스 인민공화국은 백적백기, 파호냐 문장을 나라의 상징으로 사용했다. 백적백기는 1919년에 수립된 벨라루스 인민공화국 망명 정부에서 사용되었다. 1919년과 1925년까지는 백적백기의 빨간색 줄무늬 위아래에 검정색 가로 줄무늬가 추가된 기가 사용되었다.
1921년과 1939년 사이에 폴란드 제2공화국의 지배를 받은 서벨라루스에서 활동하던 벨라루스 민족주의 진영에서 백적백기가 사용되었으며 벨라루스 농민 노동자 연합, 벨라루스 기독교 민주주의와 같은 정치 조직에서 사용되었다. 벨라루스 학교 협회와 같은 비정치적인 조직도 이 기를 사용했다. 그러나 1939년에 일어난 소련의 폴란드 침공 이후에 서벨라루스를 합병한 소련 행정부는 백적백기의 사용을 금지시켰다.

### 제2차 세계 대전과 소련 시대
1941년에 나치 독일 행정부가 벨라루스를 점령하면서 백적백기가 다시 등장했는데 독일 국방군, 나치 친위대 소속 벨라루스인 대대의 문장에 사용되었다. 1943년부터 1944년까지 벨라루스에 수립된 친독일 괴뢰 정부인 벨라루스 중앙 라다도 이 기를 사용했다. 그러나 백적백기를 만든 두주두셰우스키는 나치 정권과의 부역을 거부하고 유대인들에게 은신처를 제공했기 때문에 프라비에니슈케스 강제 수용소에 수감되었다.
백적백기는 제2차 세계 대전 종전 이후에 서방 세계에 형성된 재외 벨라루스인 공동체에서 소련의 벨라루스 지배에 저항하는 상징으로 사용되었다. 1980년대 후반에 미하일 고르바초프의 글라스노스트, 페레스트로이카 정책을 계기로 백적백기는 벨라루스의 낭만적인 민족주의, 민주주의적 변화의 상징으로 다시 사용되었다.

### 독립 이후

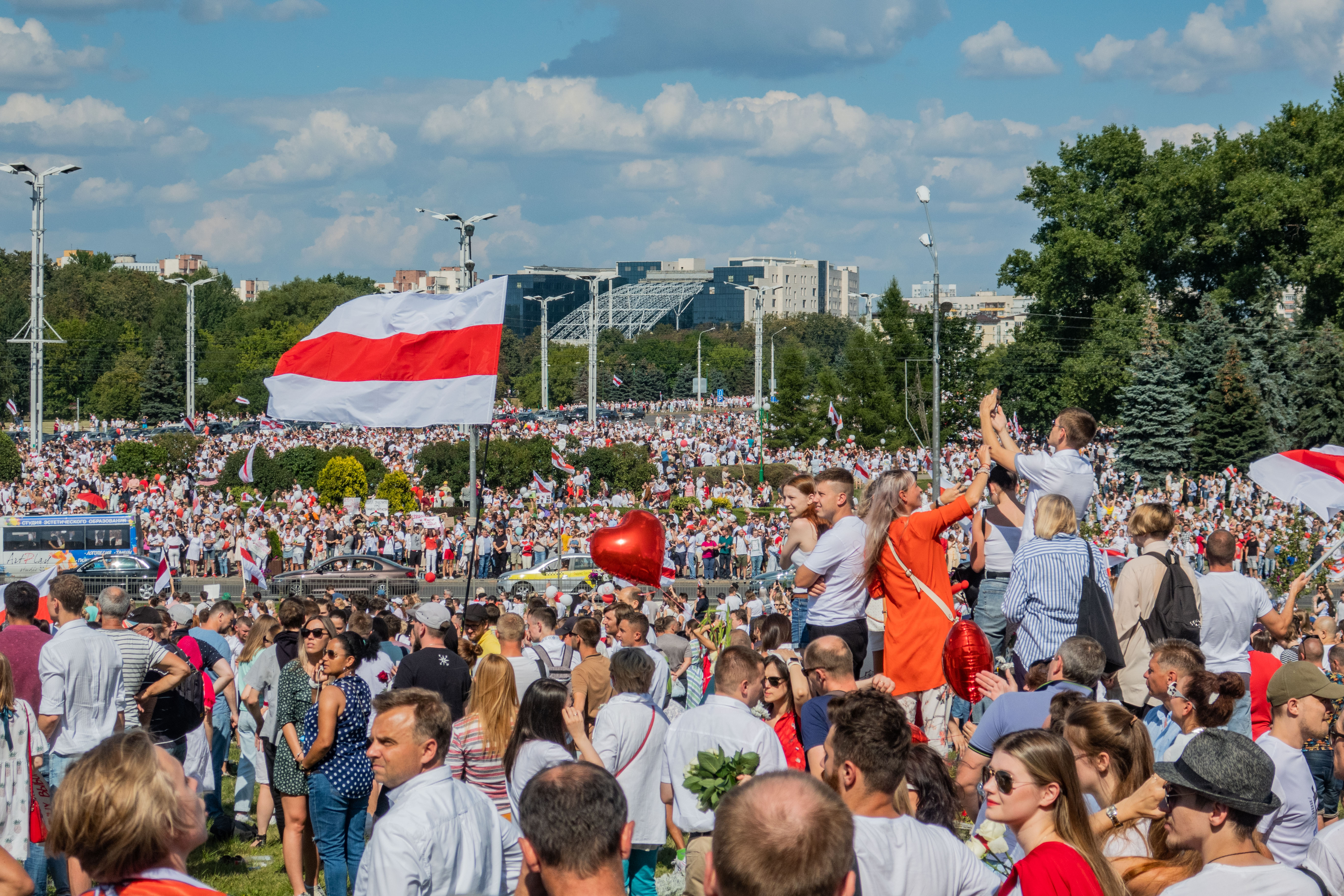
2020년 벨라루스 민스크에서 일어난 반정부 시위 현장에서 백적백기를 들고 있는 시위대의 모습.

백적백기는 벨라루스 인민전선의 제안에 따라 1991년에 소련의 붕괴에 따라 독립한 벨라루스의 국기가 되었다. 그러나 1995년에 벨라루스에서 실시된 국민투표를 통해 소련 시대에 사용된 벨로루시 소비에트 사회주의 공화국의 국기와 비슷한 벨라루스의 새로운 국기가 제정되면서 폐지되었다.
1995년 이래로 백적백기는 알렉산드르 루카셴코 정부에 대한 반대의 상징으로 여겨지고 있으며 벨라루스에서 일어난 반정부 시위, 자유의 날 집회 등에서 사용되었다. 백적백기는 벨라루스의 공공장소에서 사용하는 것이 금지되어 있지 않다. 하지만 벨라루스 정부에서는 백적백기를 미등록 상징으로 간주하기 때문에 집회에 참가하는 정치 활동가나 스포츠 팬이 이 기를 전시할 경우에는 체포하거나 몰수한다.
2010년 초반에는 벨라루스의 활동가인 샤르헤이 카발렌카가 비쳅스크 중앙 광장에 전시되어 있던 크리스마스 트리 꼭대기에 백적백기를 꽂은 혐의로 체포되었는데 벨라루스 법원은 카발렌카에게 3년 동안 형벌 집행을 유예하는 판결을 내렸다. 카발렌카는 몇 주 동안 단식 투쟁을 벌였으나 2012년 1월 16일에 일어난 강제 급식으로 인하여 중단되었다.
2020년~2021년 벨라루스 시위에서는 2020년 벨라루스 대통령 선거에서 야권 후보로 출마했던 스뱌틀라나 치하노우스카야를 지지하던 반정부 시위대가 백적백기를 널리 사용했다. 일부 시위대는 파호냐 문장이 추가된 백적백기를 사용했다. 이에 벨라루스 정부에서는 2020년 12월 7일에 백적백기의 사용을 금지하는 법안을 발의했다.
백적백기는 2022년부터 시작된 러시아의 우크라이나 침공에 반대하는 재외 러시아인 공동체에서 사용된 백청백기에 영향을 주기도 했다.

## 사진

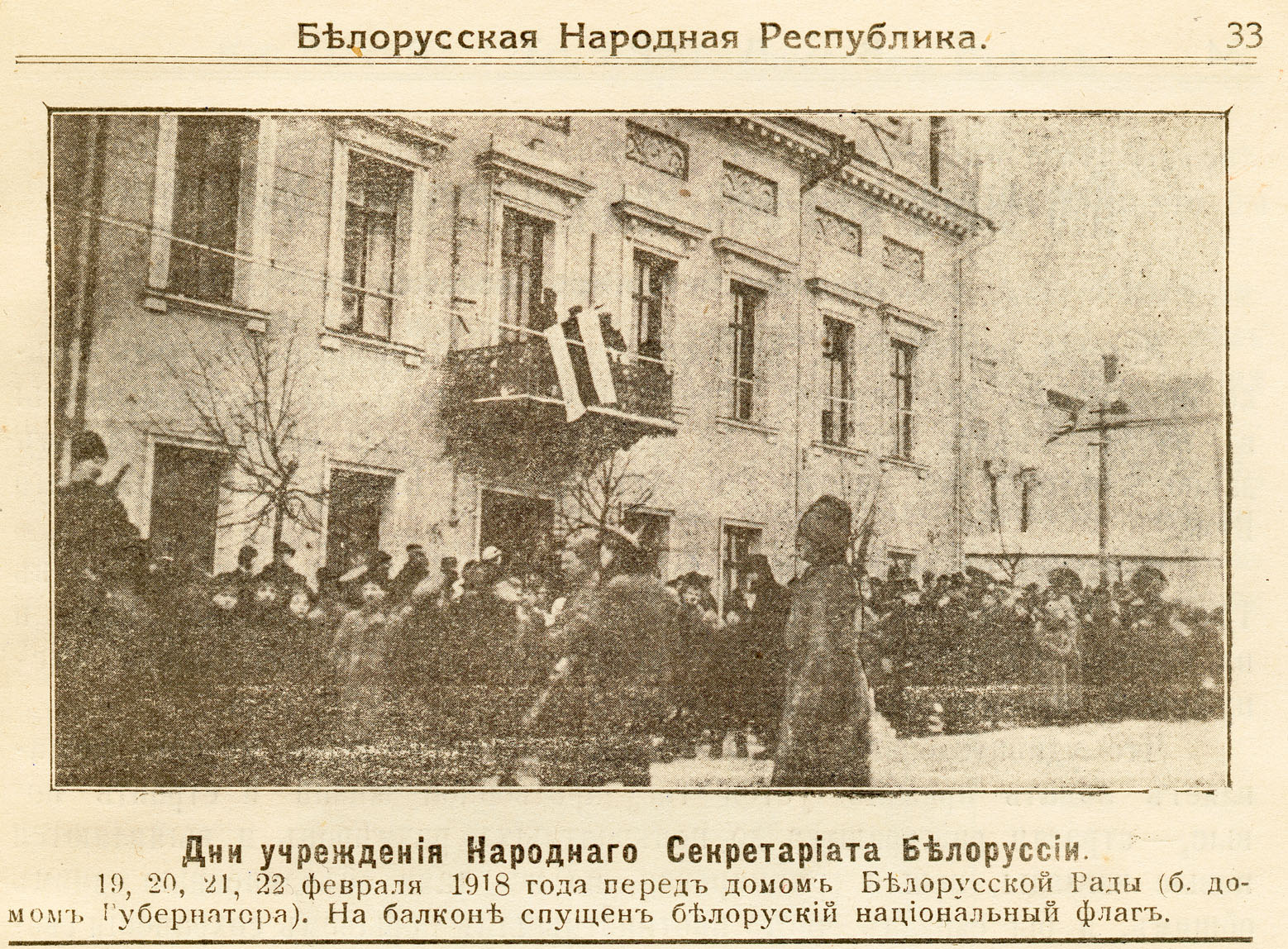
1918년 벨라루스 인민공화국 라다 의사당에 게양된 백적백기.
1919년부터 1925년까지 사용된 벨라루스 인민공화국 망명 정부의 국기.
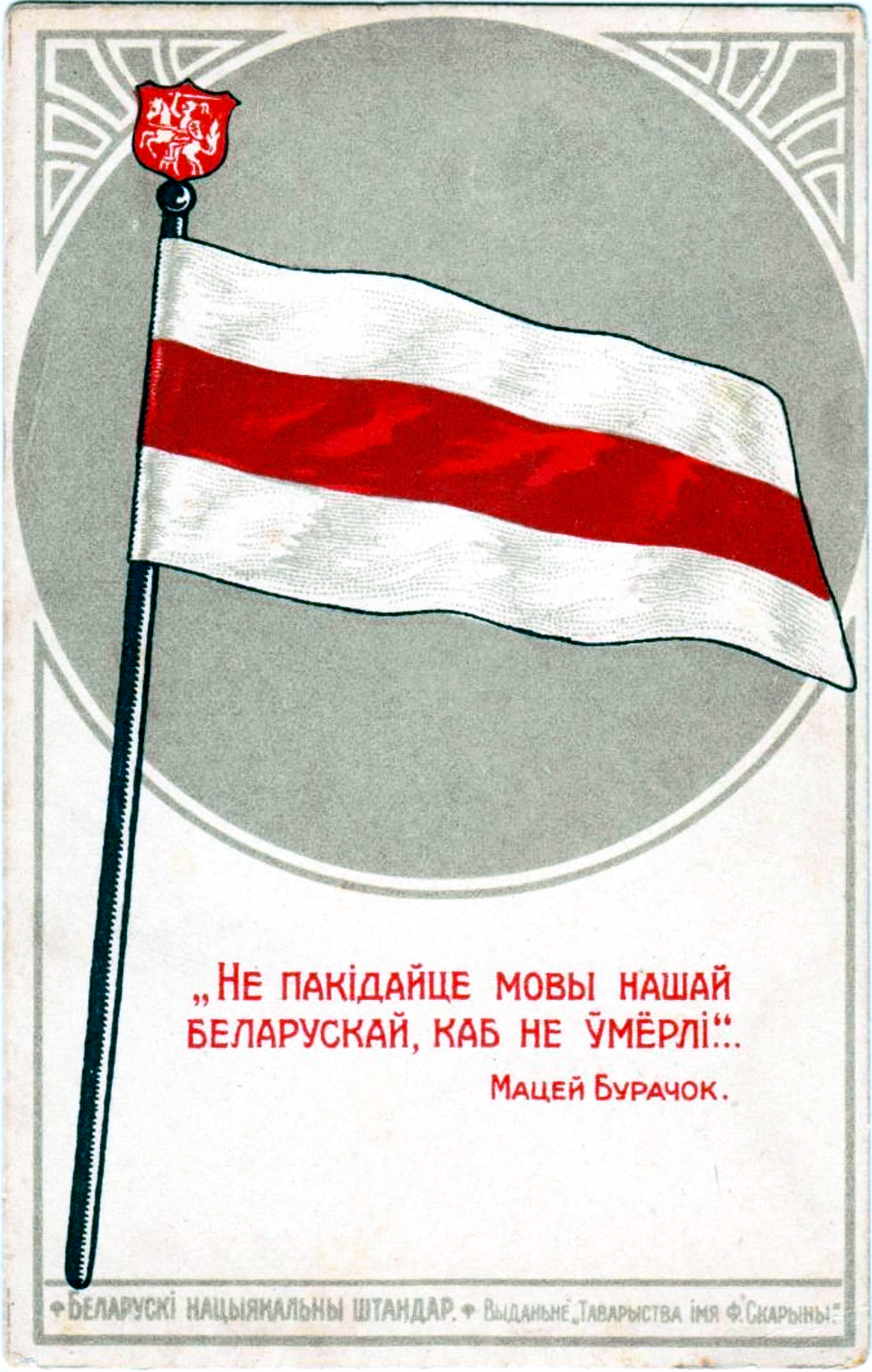
1920년에 벨라루스 인민공화국 망명 정부가 백적백기를 소재로 하여 제작한 엽서. 엽서에는 "우리의 벨라루스어를 포기하지 마라. 그러면 우리는 죽지 않으리라."라는 문장이 쓰여져 있다.
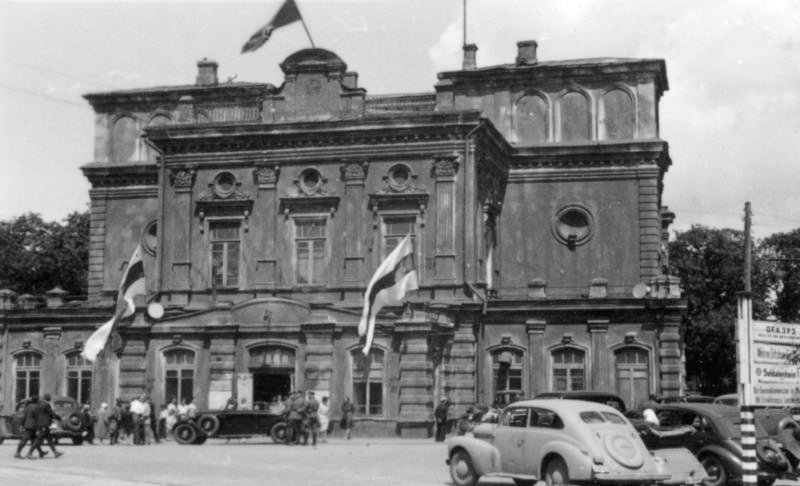
1943년 6월에 벨라루스 민스크에 위치한 벨라루스 중앙 라다 청사에 게양된 백적백기.
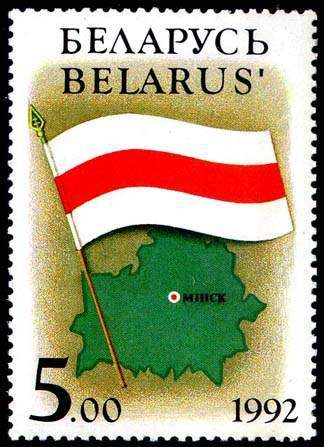
1992년에 벨라루스에서 발행된 우표에 그려진 백적백기.

## 같이 보기
- 벨라루스의 국기
- 백청백기